# Giải bóng đá Hạng Nhì Quốc gia 2025
Giải bóng đá Hạng Nhì Quốc gia 2025 là mùa giải thứ 29 của Giải bóng đá Hạng Nhì Quốc gia, giải đấu cao thứ ba trong hệ thống các giải bóng đá Việt Nam (sau V.League 1 và V.League 2) do Liên đoàn bóng đá Việt Nam (VFF) tổ chức. Mùa giải khởi tranh vào ngày 11 tháng 4 và kết thúc vào ngày 22 tháng 6 năm 2025 với 15 câu lạc bộ tham dự.

## Thay đổi đội bóng
| Xuống hạng từ Hạng Nhất 2023–24 - Phú Thọ Thăng hạng từ Hạng Ba 2024 - Quảng Ninh - Hoài Đức - Trẻ PVF–CAND - Gia Định - Tây Ninh | Thăng hạng đến Hạng Nhất 2024–25 - Trẻ Thành phố Hồ Chí Minh Xuống hạng đến Hạng Ba 2025 - Tây Nguyên Gia Lai - An Giang |

1. ↑  Tiền Giang rút lui khỏi giải đấu vì lý do khách quan.

## Thể thức thi đấu
15 đội bóng được chia làm hai bảng theo khu vực địa lý. Các đội bóng thi đấu theo thể thức vòng tròn hai lượt chọn ra hai đội đứng đầu mỗi bảng sẽ giành quyền tham dự Giải Hạng Nhất Quốc gia 2025/26. Đội có điểm, chỉ số phụ thấp nhất trong hai bảng sẽ phải xuống hạng.
Trường hợp một hay nhiều đội giành quyền tham dự giải bóng đá hạng Nhất quốc gia mùa giải  2025/26 không đủ điều kiện hoặc rút lui không tham dự, VFF sẽ chọn đội các đội có thành tích tốt tiếp theo trong hai bảng quyền giành quyền tham dự giải bóng đá hạng Nhất quốc gia mùa giải 2025/26.

#### Các tiêu chí xếp hạng
Các đội được xếp hạng theo điểm (3 điểm cho một trận thắng, 1 điểm cho một trận hòa, 0 điểm cho một trận thua). Nếu có từ hai đội trở lên bằng điểm nhau, thứ hạng các đội sẽ được xác định theo các tiêu chí lần lượt như sau:
1. Tổng số điểm ghi được trong các trận đấu giữa các đội liên quan;
2. Hiệu số bàn thắng thua trong các trận đấu giữa các đội liên quan;
3. Tổng số bàn thắng ghi được trong các trận đấu giữa các đội liên quan;
4. Tổng số bàn thắng ghi được trên sân khách trong các trận đấu giữa các đội liên quan;
5. Hiệu số bàn thắng thua trong tất cả các trận đấu bảng;
6. Tổng số bàn thắng ghi được trong tất cả các trận đấu bảng;
7. Tổng số bàn thắng ghi được trên sân khách trong tất cả các trận đấu bảng;
8. Sút luân lưu nếu chỉ có hai đội bằng điểm và chỉ số phụ và còn thi đấu trên sân;
9. Trận đấu play-off nếu thứ hạng của các đội bằng điểm nhau ảnh hưởng đến vị trí nhất, nhì bảng hoặc xuống hạng.
10. Bốc thăm.

## Các đội bóng
15 câu lạc bộ được chia làm hai bảng theo khu vực địa lý như sau:
- Bảng A: Trẻ Hà Nội, PVF, Bắc Ninh, Phú Thọ, Quảng Ninh, Hoài Đức, Trẻ PVF–CAND
- Bảng B: Kon Tum, Đắk Lắk, Đại học Văn Hiến, Lâm Đồng, Vĩnh Long, Gia Định, Tây Ninh, Trẻ SHB Đà Nẵng,

### Sân vận động
| Đội bóng         | Địa điểm                       | Sân vận động                                     | Sức chứa |
| ---------------- | ------------------------------ | ------------------------------------------------ | -------- |
| Phú Thọ          | Việt Trì, Phú Thọ              | Sân vận động Việt Trì                            | 20.000   |
| Bắc Ninh         | Từ Sơn, Bắc Ninh               | Sân vận động Từ Sơn                              | 5.000    |
| Đại học Văn Hiến | Quận 10, Thành phố Hồ Chí Minh | Sân vận động Thống Nhất                          | 14.000   |
| Đắk Lắk          | Buôn Ma Thuột, Đắk Lắk         | Sân vận động Buôn Ma Thuột                       | 20.000   |
| Trẻ SHB Đà Nẵng  | Hải Châu, Đà Nẵng              | Sân vận động Quân khu 5                          | 12.000   |
| Kon Tum          | Thành phố Kon Tum, Kon Tum     | Sân vận động Kon Tum                             | 11.000   |
| Lâm Đồng         | Đà Lạt, Lâm Đồng               | Sân vận động Đà Lạt                              | 20.000   |
| PVF              | Văn Giang, Hưng Yên            | Sân vận động PVF                                 | 3.600    |
| Trẻ PVF–CAND     | Văn Giang, Hưng Yên            | Sân vận động PVF                                 | 3.600    |
| Quảng Ninh       | Cẩm Phả, Quảng Ninh            | Sân vận động Cẩm Phả                             | 16.000   |
| Trẻ Hà Nội       | Thanh Trì, Hà Nội              | Sân vận động Thanh Trì                           | 4.000    |
| Hoài Đức         | Hoài Đức, Hà Nội               | Sân vận động Hoài Đức                            | 3.500    |
| Gia Định         | Hóc Môn, Thành phố Hồ Chí Minh | Sân vận động Tân Hiệp                            | 1.000    |
| Vĩnh Long        | Thành phố Vĩnh Long, Vĩnh Long | Sân vận động Vĩnh Long                           | 10.000   |
| Tây Ninh         | Châu Thành, Tây Ninh           | Trung tâm Huấn luyện & Thi đấu thể thao Tây Ninh | 500      |

### Nhân sự, nhà tài trợ và áo đấu
Lưu ý: Cờ cho biết đội tuyển quốc gia như đã được xác định theo quy tắc đủ điều kiện FIFA. Cầu thủ có thể có nhiều quốc tịch không thuộc FIFA.
| Đội bóng         | Huấn luyện viên  | Nhà sản xuất áo đấu | Nhà tài trợ chính (trên áo đấu) |
| ---------------- | ---------------- | ------------------- | ------------------------------- |
| Bắc Ninh         | Hoàng Anh Tuấn   | Kamito              | Không có                        |
| Đại học Văn Hiến | Hoàng Hải Dương  | Tự sản xuất         | Đại học Văn Hiến                |
| Đắk Lắk          | Trần Phi Ái      | Demenino Sport      | Không có                        |
| Gia Định         | Lưu Quốc Tân     | Grand Sport         | Không có                        |
| Hoài Đức         | Trương Mạnh Hà   | RIKI Sport          | Không có                        |
| Kon Tum          | Chu Ngọc Cảnh    | CA Sports           | Café de Măng Đen                |
| Lâm Đồng         | Đoàn Quốc Việt   | Kamito              | Không có                        |
| Phú Thọ          | Đặng Công Thành  | Wika                | Không có                        |
| PVF              | Nguyễn Duy Đông  | Jogarbola           | Không có                        |
| Quảng Ninh       | Nguyễn Văn Đàn   | Kelme               | Không có                        |
| Tây Ninh         | Hồ Thành Hào     | Kamito              | Tuấn Sports                     |
| Trẻ Hà Nội       | Phạm Minh Đức    | Jogarbola           | T&T Homes                       |
| Trẻ PVF–CAND     | Nguyễn Anh Tuấn  | Jogarbola           | Không có                        |
| Trẻ SHB Đà Nẵng  | Đoàn Hùng Sơn    | Kamito              | SHB                             |
| Vĩnh Long        | Nguyễn Minh Cảnh | Grand Sport         | Không có                        |

### Cầu thủ nước ngoài
| Câu lạc bộ       | Cầu thủ 1 (Cầu thủ Việt kiều chưa có quốc tịch Việt Nam) | Cầu thủ 2 (Cầu thủ Việt kiều chưa có quốc tịch Việt Nam) | Cầu thủ 3 (Cầu thủ nhập tịch) | Cầu thủ 4+ (Cầu thủ Việt kiều có quốc tịch Việt Nam)1 | Cầu thủ cũ |
| ---------------- | -------------------------------------------------------- | -------------------------------------------------------- | ----------------------------- | ----------------------------------------------------- | ---------- |
| Bắc Ninh         |                                                          |                                                          | Đinh Hoàng Max                |                                                       |            |
| Đại học Văn Hiến |                                                          |                                                          |                               |                                                       |            |
| Đắk Lắk          |                                                          |                                                          |                               |                                                       |            |
| Gia Định         |                                                          |                                                          |                               |                                                       |            |
| Hoài Đức         |                                                          |                                                          |                               |                                                       |            |
| Kon Tum          |                                                          |                                                          |                               |                                                       |            |
| Lâm Đồng         |                                                          |                                                          |                               |                                                       |            |
| Phú Thọ          |                                                          |                                                          |                               |                                                       |            |
| PVF              |                                                          |                                                          |                               |                                                       |            |
| Quảng Ninh       |                                                          |                                                          |                               |                                                       |            |
| Tây Ninh         |                                                          |                                                          |                               |                                                       |            |
| Trẻ Hà Nội       |                                                          |                                                          |                               |                                                       |            |
| Trẻ PVF–CAND     |                                                          |                                                          |                               | Trần Khánh Hưng                                       |            |
| Trẻ SHB Đà Nẵng  |                                                          |                                                          |                               |                                                       |            |
| Vĩnh Long        |                                                          |                                                          |                               |                                                       |            |

^1  Cầu thủ Việt kiều đã có quốc tịch Việt Nam được tính là nội binh.

## Khai mạc
- Bảng A: Lễ khai mạc chính thức của bảng A diễn ra vào lúc 14:45 ngày 11 tháng 4 tại Sân vận động PVF, Văn Giang, Hưng Yên với trận đấu khai mạc vào lúc 15:00 giữa Trẻ PVF–CAND và PVF.

- Bảng B: Lễ khai mạc chính thức của bảng B diễn ra vào lúc 14:45 ngày 11 tháng 4 tại Sân vận động Đà Lạt, Đà Lạt, Lâm Đồng với trận đấu khai mạc vào lúc 15:00 giữa Lâm Đồng và Đắk Lắk.

## Bảng xếp hạng

### Bảng A
| VT | Đội              | ST | T | H | B | BT | BB | HS  | Đ  | Thăng hạng hoặc xuống hạng                             |
| -- | ---------------- | -- | - | - | - | -- | -- | --- | -- | ------------------------------------------------------ |
| 1  | Quảng Ninh (P)   | 10 | 8 | 2 | 0 | 20 | 6  | +14 | 26 | Thăng hạng lên Giải bóng đá Hạng Nhất Quốc gia 2025–26 |
| 2  | Bắc Ninh (P)     | 10 | 8 | 1 | 1 | 25 | 4  | +21 | 25 | Thăng hạng lên Giải bóng đá Hạng Nhất Quốc gia 2025–26 |
| 3  | Trẻ PVF-CAND (P) | 10 | 6 | 0 | 4 | 15 | 11 | +4  | 18 | Thăng hạng lên Giải bóng đá Hạng Nhất Quốc gia 2025–26 |
| 4  | PVF              | 10 | 2 | 2 | 6 | 11 | 15 | −4  | 8  |                                                        |
| 5  | Trẻ Hà Nội       | 10 | 2 | 1 | 7 | 7  | 17 | −10 | 7  |                                                        |
| 6  | Hoài Đức         | 10 | 1 | 0 | 9 | 4  | 29 | −25 | 3  |                                                        |
| 7  | Phú Thọ          | 0  | 0 | 0 | 0 | 0  | 0  | 0   | 0  | Giáng xuống giải hạng Ba Quốc gia 2026                 |

1. ↑  Do PVF–CAND sẽ thay thế suất đá chính của Quảng Nam tại Giải bóng đá Vô địch Quốc gia 2025–26, Trẻ PVF–CAND sẽ nhận suất lên chơi tại Giải bóng đá Hạng Nhất Quốc gia 2025–26.
2. ↑  Ngày 3 tháng 5 năm 2025, Phú Thọ bị Liên đoàn Bóng đá Thế giới cáo buộc thao túng kết quả trận đấu và giáng xuống giải hạng Ba Quốc gia 2026 ngay lập tức. Kết quả các trận đấu đã diễn ra của Phú Thọ với các đội bóng tại giải Bóng đá hạng Nhì quốc gia 2025 sẽ bị hủy bỏ.[2][3]

### Bảng B
| VT | Đội                  | ST | T | H | B | BT | BB | HS  | Đ  | Thăng hạng                                             |
| -- | -------------------- | -- | - | - | - | -- | -- | --- | -- | ------------------------------------------------------ |
| 1  | Đại học Văn Hiến (P) | 14 | 8 | 5 | 1 | 14 | 8  | +6  | 29 | Thăng hạng lên Giải bóng đá Hạng Nhất Quốc gia 2025–26 |
| 2  | Gia Định (P)         | 14 | 9 | 2 | 3 | 25 | 15 | +10 | 29 | Thăng hạng lên Giải bóng đá Hạng Nhất Quốc gia 2025–26 |
| 3  | Lâm Đồng             | 14 | 9 | 2 | 3 | 22 | 12 | +10 | 29 |                                                        |
| 4  | Trẻ SHB Đà Nẵng      | 14 | 5 | 5 | 4 | 16 | 13 | +3  | 20 |                                                        |
| 5  | Đắk Lắk              | 14 | 4 | 2 | 8 | 9  | 15 | −6  | 14 |                                                        |
| 6  | Kon Tum              | 14 | 4 | 2 | 8 | 15 | 22 | −7  | 14 |                                                        |
| 7  | Vĩnh Long            | 14 | 3 | 2 | 9 | 14 | 21 | −7  | 11 |                                                        |
| 8  | Tây Ninh             | 14 | 3 | 2 | 9 | 16 | 25 | −9  | 11 |                                                        |

1. 1 2 3  Điểm đối đầu trực tiếp: Đại học Văn Hiến 7; Gia Định 5; Lâm Đồng 4.
2. 1 2  Điểm đối đầu trực tiếp: Đắk Lắk 3, Kon Tum 3. Hiệu số đối đầu trực tiếp: Đắk Lắk +1, Kon Tum -1.
3. 1 2  Điểm đối đầu trực tiếp: Vĩnh Long 4; Tây Ninh: 1.

### Xếp hạng các đội đứng cuối bảng
Một đội đứng cuối bảng có thành tích kém nhất trong cả hai bảng sẽ phải xuống hạng. Do sự chênh lệch về số lượng đội giữa hai bảng (bảng A có 7 đội và bảng B có 8 đội), kết quả đối đầu giữa đội nhất và đội cuối bảng B sẽ không được tính đến.
Do câu lạc bộ Phú Thọ đã bị giáng xuống giải hạng Ba Quốc gia 2026, Liên đoàn Bóng đá Việt Nam đã sửa đổi Điều lệ giải Bóng đá hạng Nhì quốc gia 2025 như sau: "Không có Đội phải xuống hạng.". Vì vậy, giải Bóng đá hạng Nhì quốc gia năm 2025 sẽ không có đội bóng xuống hạng sau khi đội Phú Thọ bị loại khỏi giải, và đội đứng cuối bảng có thành tích kém nhất trong cả hai bảng không phải xuống hạng.